# King Gizzard & the Lizard Wizard
I King Gizzard & the Lizard Wizard sono un gruppo musicale australiano di rock psichedelico  e neoprogressive, formatosi nel 2010 a Melbourne, Victoria. I suoi membri componenti sono Stu Mackenzie (voce, chitarra, flauto, tastiere), Ambrose Kenny-Smith (voce, armonica, tastiere), Cook Craig (voce, chitarra), Joey Walker (voce, chitarra), Lucas Skinner (basso elettrico) e Michael Cavanagh (batteria, percussioni).
La band è soprattutto nota per i suoi energici concerti e per la sua prolifica produzione in studio, avendo pubblicato, in 10 anni dal 2012, ben 26 album in studio, 15 dischi dal vivo, 5 compilation ed un album di remix. Nel 2017, la band ha mantenuto la promessa di rilasciare cinque dischi in un anno. Nel 2022, in modo simile, la band ha rilasciato cinque album durante lo stesso anno, tre dei quali sono stati pubblicati ad ottobre.
Sebbene lo stile degli inizi era caratterizzato da sonorità tipicamente da surf music, garage rock e rock psichedelico, nella loro estesa discografia i King Gizzard hanno arricchito il loro sound con molteplici influenze, andando ad esplorare la musica microtonale, il progressive rock, il folk, il jazz, il soul ed il thrash metal.

## Storia del gruppo

### Formazione (2010)
Tutti i membri della band crebbero e frequentarono le stesse scuole nelle aree di Deniliquin, Melbourne e Geelong. Incominciarono come semplice gruppo di amici che si divertiva a fare delle jam session nelle proprie camere di casa, prima che un comune conoscente chiedesse loro di suonare dal vivo ad uno show. Il nome del gruppo venne allora pensato sul momento, «all'ultimo minuto». Mackenzie voleva che si chiamassero "Gizzard Gizzard" mentre un altro come il soprannome di Jim Morrison "Lizard King". Giunsero ad un compromesso chiamandosi appunto King Gizzard & Lizard Wizard. L'artista Jason Galea si sarebbe occupato di tutte le copertine dei loro futuri album, e della maggior parte dei loro videoclip.

### Dai primi EP a12 Bar Bruise(2011-2012)
La prima registrazione del gruppo furono due singoli nel 2010 "Sleep - Summer" e "Hey There" / "Ants & Bats" e furono autoprodotti. La successiva pubblicazione del gruppo (attualmente fuori stampa e non reperibile né digitalmente né fisicamente) fu Anglesea, un EP pubblicato nel 2011 su CD e composto da quattro brani. Il titolo fu ispirato all'omonima cittadina dove visse da piccolo Mackenzie. Queste registrazioni sono state incluse successivamente nella compilation Teenage Gizzard, uscita nel 2020.
Il 21 ottobre dello stesso anno uscì Willoughby's Beach, contenente stavolta nove tracce e distribuito dalla Shock Records. Beat Magazine lo descrisse come «riempito fino ai denti da ganci costantemente mortali». A dicembre la band fece la sua prima apparizione in assoluto al Meredith Music Festival.
Il 7 settembre 2012 venne lanciato il loro primo album in studio, 12 Bar Bruise. Completamente autoprodotto, esso venne realizzato usando tecniche e metodi di registrazione non convenzionali. Ad esempio la title track fu registrata con quattro iPhone piazzati dentro una stanza, con Mackenzie che cantava innanzi ad uno di essi.

### Eyes Like the SkyeFloat Along– Fill Your Lungs(2013)
Il secondo album dei King Gizzard & the Lizard Wizard, Eyes Like the Sky, venne pubblicato il 22 febbraio 2013. Definito «un audio-libro western di culto», e narrato da Broderick Smith, è un concept album su alcuni fuorilegge, dei bambini soldato, dei nativi americani e su degli scontri armati. Ambientato totalmente nella frontiera americana, è stato composto da Smith e Stu Mackenzie insieme. Questi, interrogato sulle influenze che lo hanno portato a realizzarlo, disse: «Amo i film western, amo i ragazzi cattivi e amo Red Dead Redemption. Oh, e amo anche le chitarre cattive».
Float Along - Fill Your Lungs, uscì il 27 settembre di quell'anno e segnò un cambiamento di stile per il gruppo verso un folk più morbido e sonorità psichedeliche. In questo album compare anche per la prima volta Eric Moore alla batteria, il quale in precedenza suonava theremin e tastiere.

### OddmentseI'm in Your Mind Fuzz(2014)
A Float Along – Fill Your Lungs seguì Oddments il 7 marzo 2014. L'album è caratterizzato da un approccio più melodico alla composizione dei dodici brani, con la voce di Mackenzie ancor più prominente di prima. È stato detto che Oddments sia stato "registrato attraverso un calzino di lana in una stanza accanto".
Il 31 ottobre venne pubblicato invece I'm in Your Mind Fuzz, ricco di riferimenti al mondo fantasy (sia letterario che cinematografico) e incentrato sul tema del controllo della mente. Fu il primo lavoro in studio del gruppo ad essere realizzato seguendo metodi più "tradizionali" per quanto riguarda la composizione e la registrazione: le canzoni vennero prima scritte, poi provate, ed infine suonate in studio «come una band». Pitchfork disse di quest'album che si «apre con uno sprint» e si chiude «con alcune delle loro migliori slow jam». Nel 2019, l'album è stato incluso da Happy Mag tra i "25 album psichedelici più belli degli anni 2010", alla posizione nº 6.

### Quarters!ePaper Mâché Dream Balloon(2015)
Il primo maggio 2015 venne distribuito Quarters!, la sesta opera dei King Gizzard & the Lizard Wizard. Il titolo deriva dal fatto che le quattro lunghe canzoni che la compongono durano esattamente dieci minuti e dieci secondi, ovvero un quarto della sua durata totale. Ispirato alla jazz-fusion e all'acid rock, il sound più rilassato dell'album venne definito come «diverso da qualsiasi cosa abbiano pubblicato prima» e come «un album più incline a far dondolare la tua testa e i fianchi a ritmo invece di farti perdere le scarpe in un mosh violento».
Successivamente, il 13 novembre, uscì Paper Mâché Dream Balloon, un «concept album senza concetto» registrato con soli strumenti acustici nella fattoria dei genitori di Mackenzie nella campagna del Victoria. Definito dallo stesso gruppo «una raccolta di brevi canzoni non correlate [tra loro]», venne descritto come «psichedelia dolce e disintegrata» Fu il primo disco del gruppo a venir pubblicato negli Stati Uniti, per la ATO Records.. Visto il successo, venne girato un videoclip promozionale per il brano Trapdoor
Nel 2015, la band ha lanciato il Gizzfest, un festival di due giorni che viene tenuto annualmente ed è andata in tour in Australia, assieme ad artisti locali ed internazionali.

### Il successo mondiale:Nonagon Infinity(2016)
Nonagon Infinity segnò una svolta nella carriera dei King Gizzard & the Lizard Wizard, essendo il loro primo album ad essere distribuito in tutto il mondo, il 29 aprile 2016. Mackenzie lo descrisse come un «album infinito», presenta nove canzoni collegate da motivi musicali che fluiscono «senza interruzioni» l'una nell'altra con l'ultima traccia «che si collega direttamente al pezzo d'apertura come una sonica striscia di Möbius». L'8 marzo il gruppo realizzò un videoclip per il singolo Gamma Knife, contenente un riff di People Vultures, presentata poi il 4 aprile e che è stata a sua volta accompagnata da un video, uscito il 6 maggio. Nonagon Infinity venne acclamato dalla critica musicale mondiale, con Pitchfork che affermò che «produce uno dei più oltraggiosi, esilaranti rock'n'roll in recente memoria.» Il gruppo ottenne il suo primo ARIA Award quando il disco vinse nel 2016 il premio per il miglior album hard rock o heavy metal.

### Cinque album in un anno (2017)
(Stu Mackenzie, novembre 2017)

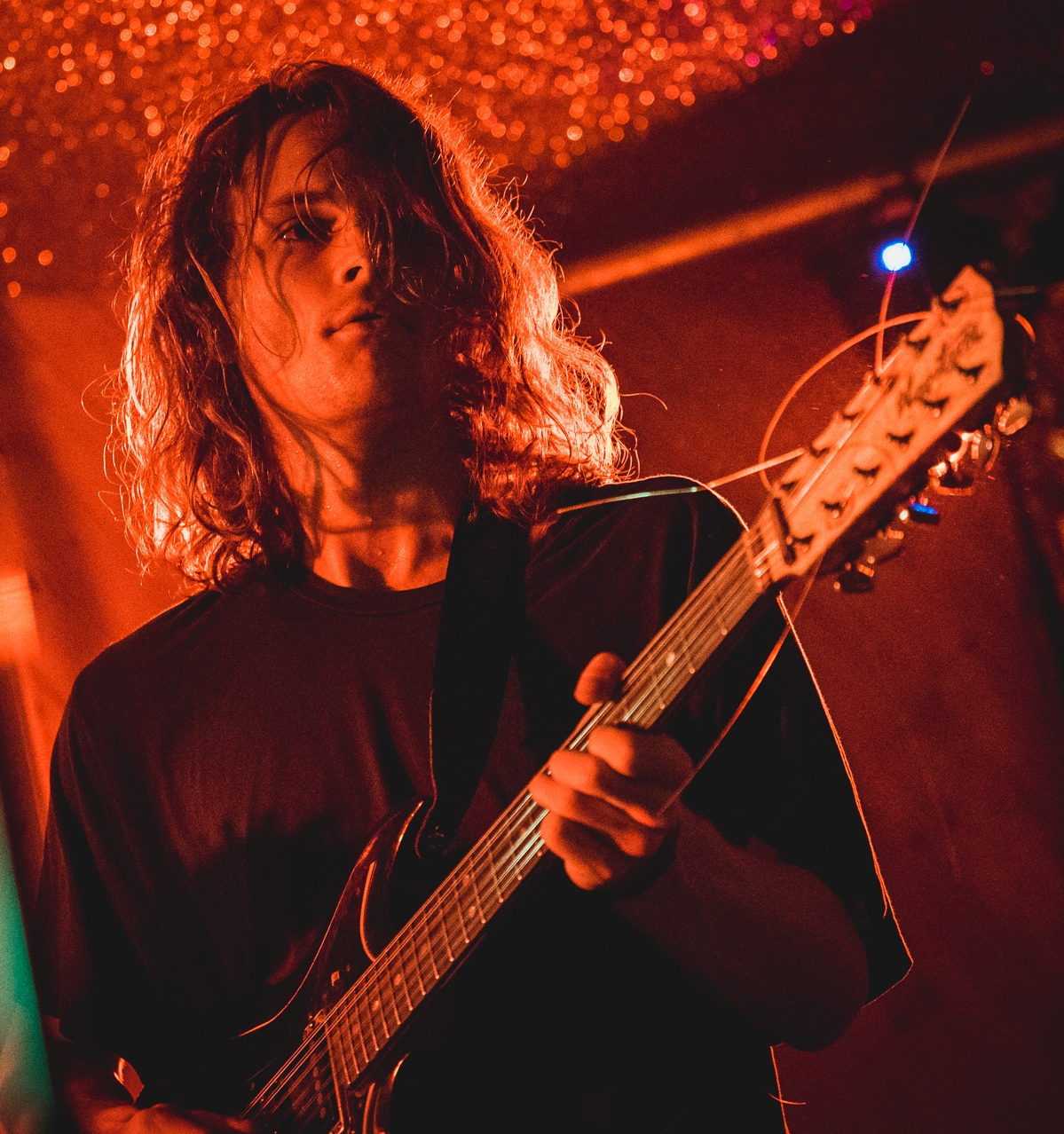
Stu Mackenzie

Il nono album in studio, Flying Microtonal Banana, fu registrato negli studi personali dei King Gizzard & the Lizard Wizard e venne pubblicato il 24 febbraio 2017. Originariamente concepito per essere suonato sul baglama (uno strumento musicale turco a corde con fregi mobili), è stato descritto come «una volante incursione nella musica microtonale». Come preview, vennero diffuse tre canzoni: Rattlesnake, la traccia d'apertura, (della quale è stato girato un videoclip ), nell'ottobre 2016, Nuclear Fusion nel dicembre 2016 e Sleep Drifter nel gennaio 2017.
Il 23 giugno fu distribuito Murder of the Universe, «un concept album sulla fine di tutti i concetti». È composto da tre capitoli: The Tale Of The Altered Beast, The Lord Of Lightning vs Balrog, entrambi pubblicati il 30 maggio e narrati da Leah Senior, e Han-Tyumi And The Murder Of The Universe, distribuito invece l'11 aprile e raccontato da una voce sintetizzata. Il 17 aprile la band debuttò in televisione, suonando The Lord of Lightning al talk show Conan della rete televisiva statunitense TBS.
Il 18 agosto i King Gizzard & the Lizard Wizard diedero alle stampe Sketches of Brunswick East, frutto di una collaborazione con il progetto di jazz psichedelico di Alex Brettin Mild High Club. Il titolo fu ispirato da quello dell'album di Miles Davis del 1960 Sketches Of Spain e dal nome di Brunswick East a Melbourne, dove il gruppo crebbe in gioventù. L'album è costituito da improvvisazioni jazz e, parlando di esso, Mackenzie disse: «forse rappresenta i maggiori cambiamenti che stanno avvenendo nel resto del mondo, e (questo è) il nostro tentativo di trovare la bellezza in un luogo che passiamo così tanto tempo», riferendosi ai continui cambiamenti nel loro vicinato.
Il 17 novembre venne reso disponibile per il download gratuito Polygondwanaland. La band incoraggiò i fan e le etichette discografiche indipendenti a creare le proprie stampe dell'album, affermando che «[Polygondwanaland] è GRATUITO. Gratuito vuol dire gratuito. Gratuito da scaricare e, se lo desiderate, disponibile per farne delle copie. Fatene dei nastri, fatene dei CD, fatene dei dischi [...] Avete mai desiderato di iniziare la vostra etichetta discografica? FATELO con questo album! Impiegate i vostri amici, stampate la ceralacca, impacchettate le scatole. Noi non possediamo questo disco.» Il disco venne promosso con la pubblicazione della prima traccia Crumbling Castle, il 18 ottobre 2017, accompagnata da un videoclip caricato su YouTube.
Mackenzie confermò il 7 dicembre 2017 che il quinto e ultimo disco sarebbe uscito «molto, molto tardi nell'anno». Meno di una settimana prima due singoli erano stati estratti: All is Known, eseguito anche in vari concerti dal vivo in precedenza, e Beginners Luck. Il 30 dicembre la band scrisse sulla sua pagina ufficiale di Facebook che l'album Gumboot Soup, sarebbe uscito il giorno dopo. Mackenzie spiegò in un'intervista che le canzoni di questo nuovo lavoro sono «sicuramente non B-side o altro. Sono altre canzoni che non funzionavano in nessuno dei quattro dischi, o che non si adattavano bene a nessuna di quelle categorie, o si amalgamavano leggermente solo dopo che quelle incisioni erano state realizzate.»
A dicembre, la band è stata nominata "band dell'anno" da Consequence Of Sound, che ne ha elogiato la qualità e la quantità della produzione discografica.

### Ristampe,Fishing for FishieseInfest the Rats' Nest(2018-2019)
Per tutto il 2018 la band continuò ad esibirsi dal vivo, senza pubblicare nuovo materiale. Ristamparono invece cinque vecchi dischi, Willoughby's Beach (2011), 12 Bar Bruise (2012), Eyes Like the Sky (2013), Float Along - Fill Your Lungs (2013) e Oddments (2014), su CD e vinile. Pubblicarono anche  una stampa ufficiale di Polygondwanaland del 2017.
Il 21 gennaio 2019, la band annunciò sulla propria pagina Instagram che nuovi brani erano in lavorazione, con un'immagine in uno studio di Gareth Liddiard (musicista australiano fondatore dei The Drones e dei Tropical Fuck Storm), il che portò ad alcune speculazioni sul possibile coinvolgimento di Liddiard nel nuovo materiale della band. Il 1º febbraio, la band pubblicò un video musicale per il nuovo singolo "Cyboogie" e pubblicò la canzone come singolo su un 7 pollici assieme al brano "Acarine". Agli inizi di marzo fu finalmente annunciato il titolo del nuovo disco "Fishing for Fishies" rilasciando poco a poco vari singoli su youtube. Il disco uscì il 26 aprile.
Il 9 aprile, la band però pubblicò un video musicale per una nuova canzone, "Planet B", una canzone thrash metal che si distaccava nettamente dalle sonorità più morbide di Fishing for Fishies. Poiché questa canzone non figurava nella track list di quel disco, i fan cominciarono a speculare sul fatto che fosse una selezione tratta da un secondo album in uscita nel 2019, cosa che fu in seguito confermata da Mackenzie. Quasi un mese dopo, il 29 maggio, la band pubblicò il video di una nuova canzone, "Self-Immolate" e il 25 giugno pubblicarono il singolo "Organ Farmer", brani anche questi in stile thrash metal.
Il 18 giugno, la band ha pubblicato un teaser sui social media che confermava il titolo del loro nuovo album, Infest the Rats' Nest fu poi pubblicato il 16 agosto 2019. Il disco ricevette una nomination per l'ARIA Award for Best Hard Rock or Heavy Metal Album. In esso la band affronta sorprendentemente e in maniera diretta il genere thrash metal.

### Chunky Shrapnel,K.G.,L.W.e l'abbandono di Eric Moore (2020–2021)
Nel gennaio 2020, la band ha pubblicato tre album live in download su Bandcamp, impegnandosi a donare il 100% del ricavato per il sollievo agli incendi che hanno colpito l'Australia tra il 2019 ed il 2020: Live in Adelaide '19, registrato al Thebarton Theatre il 12 luglio 2019, e Live in Paris '19, registrato a L'Olympia il 14 ottobre 2019, sono stati rilasciati il 10 gennaio, mentre Live in Brussels '19, registrato all'Ancienne Belgique l'8-9 ottobre 2019, è stato rilasciato il 15 gennaio. Le vendite degli album sono andate a beneficio di Animals Australia, Wildlife Victoria e Wires Wildlife Rescue.
Sulla scia della pandemia COVID-19, la band ha posticipato i loro spettacoli di tre ore al Greek Theatre e Red Rocks per la fine dell'anno. La band aveva anche prodotto un film da pubblicare, intitolato Chunky Shrapnel, da un testo della canzone "Murder of the Universe" dall'album con lo stesso nome; tuttavia, anche a causa dello scoppio della pandemia, la première fu posticipata per una data successiva e poi cancellata. Il film è stato diretto da John Angus Stewart ed è stato registrato durante il tour della band in Europa nel 2019. All'interno del disco, sono presenti due canzoni registrate all'Alcatraz di Milano il 15 ottobre 2019, "Venusian 2" e "Hell".
Nel mese di aprile, la band ha dichiarato che durante il lockdown aveva lavorato sul nuovo materiale per i prossimi album. Mackenzie ha riferito che uno sarà "piuttosto freddo", un altro "tipo di jazz", che "alcuni di essi sono microtonali", e che la band stava anche sperimentando con la musica elettronica e "scherzando con alcune cose più polimetriche". Nella stessa intervista, Mackenzie ha anche detto che la band aveva registrato quasi tutti gli show del 2019, e che li avrebbe potuti rilasciare in modo simile ai bootleg ufficiali dei Pearl Jam.

### Butterfly 3000, Made in Timeland, Omnium Gatherum e tre album in un mese (2021-2022)
Butterfly 3000 è stato rilasciato su tutte le piattaforme di streaming l'11 giugno 2021. L'album ha ricevuto recensioni generalmente positive, alcuni critici hanno lodato il disco per il suo "avventurismo sonico" ed hanno descritto le canzoni come "aggiunte orientate al pop [che] si accoppiano perfettamente con il sound preesistente", mentre altri hanno sostenuto che "l'approccio formulaico del disco non sorprende". Un video musicale con DJ Shadow è stato presentato su YouTube il 6 gennaio. L'album di remix Butterfly 3001 è stato rilasciato il 21 gennaio, con 21 remix delle canzoni di Butterfly 3000.
A febbraio, la band ha annunciato un concerto-maratona di tre ore ambientato a Melbourne, ed ha intitolato lo show "Return of the Curse of Timeland", che si è tenuto il 15 marzo. Il disco Made in Timeland poteva essere acquistato durante lo show ed è stato reso disponibile sul sito della band lo stesso giorno.
L'8 marzo, la band ha annunciato il suo ventesimo album in studio, Omnium Gatherum, che è stato pubblicato il 22 aprile. Come singolo, è stata pubblicata la traccia di 18 minuti "The Dripping Tap", il loro brano più lungo fino ad oggi. Sei giorni dopo, il 14 marzo, la band ha pubblicato un EP insieme a Tropical Fuck Storm intitolato Satanic Slumber Party. L'EP ha avuto origine durante le sessioni di registrazione di Fishing for Fishies, durante le quali i due gruppi hanno collaborato in una sezione di jam intitolata "Hat Jam". Alcune sezioni di "The Dripping Tap" e "Satanic Slumber Party" sono state adattate da queste sessioni, ed entrambe le versioni sono state inserite in un vinile in edizione limitata da 12", Hat Jam.
Il 18 giugno, la band ha pubblicato un tweet promettendo altri tre album entro la fine del 2022. Maggiori dettagli sono arrivati il 12 luglio, quando è stato riferito che i primi due di questi sono stati "costruiti da tutti e sei i membri jammando per ore", in modo simile al processo di registrazione di "The Dripping Tap" da Omnium Gatherum. L'ultimo album è stato anticipato come "qualcosa su cui i Gizzard hanno lavorato dal 2017 - il più lungo tempo che la band abbia mai speso in un singolo disco". Mackenzie ha dichiarato che "Non c'è un'atmosfera da jam in esso. È super ponderato, per un disco Gizz. Ogni sovraincisione e ogni parte è importante", e ha descritto il disco come "più di un ciclo di canzoni".
Il 1º settembre, la band ha annunciato che avrebbe pubblicato tre album in studio nell'ottobre del 2022. Un video musicale per una delle loro nuove canzoni, "Ice V", è stato pubblicato il 7 settembre. Più tardi, lo stesso giorno, la band ha rivelato i titoli, la copertina e le date di uscita per i tre album: Ice, Death, Planets, Lungs, Mushrooms and Lava è stato rilasciato il 7 ottobre, seguito da Laminated Denim il 12 ottobre e da Changes il 28 ottobre.

### PetroDragonic Apocalypse,The Silver Cord(2023–oggi)
Il 7 maggio, la band ha annunciato il loro prossimo album in studio, PetroDragonic Apocalypse; or, Dawn of Eternal Night: An Annihilation of Planet Earth and the Beginning of Merciless Damnation su Instagram. Secondo il bassista Lucas Harwood, PetroDragonic Apocalypse sarà uno dei due prossimi album che avranno un concetto di "Yin e Yang", affermando che "avranno un suono molto diverso l'uno dall'altro, ma cercheremo di farli integrare". Il primo singolo dell'album, "Gila Monster", è stato pubblicato insieme a un video musicale un'ora prima dell'apertura del pre-ordine del 16 maggio. PetroDragonic Apocalypse è stato rilasciato il 16 Giugno 2023.
Il 27 settembre tramite post nella loro pagina Instagram, la band annuncia il nuovo album, "The Silver Cord", insieme alla tracklist, che uscirà il 27 ottobre.

## Formazione

### Formazione attuale
- Stu Mackenzie – voce, chitarra elettrica, flauto, tastiere, clarinetto, sitar, contrabbasso, basso elettrico, zurna
- Ambrose Kenny Smith – armonica, tastiere, sintetizzatore, organo, voce, percussioni, chitarra
- Joey Walker – chitarra elettrica, setar, tastiere, contrabbasso, voce
- Cook Craig – chitarra ritmica, tastiere, contrabbasso, voce
- Lucas Skinner – basso elettrico, tastiere
- Michael Cavanagh – batteria, percussioni

### Ex componenti
- Eric Moore – batteria, percussioni, theremin (2010-2020)

## Discografia

### Album in studio
- 2012 - 12 Bar Bruise
- 2013 - Eyes Like the Sky
- 2013 - Float Along - Fill Your Lungs
- 2014 - Oddments
- 2014 - I'm in Your Mind Fuzz
- 2015 - Quarters!
- 2015 - Paper Mâché Dream Balloon
- 2016 - Nonagon Infinity
- 2017 - Flying Microtonal Banana
- 2017 - Murder of the Universe
- 2017 - Sketches of Brunswick East
- 2017 - Polygondwanaland
- 2017 - Gumboot Soup
- 2019 - Fishing for Fishies
- 2019 - Infest the Rats' Nest
- 2020 - K.G.
- 2021 - L.W.
- 2021 - Butterfly 3000
- 2022 - Made in Timeland
- 2022 - Omnium Gatherum
- 2022 - Ice, Death, Planets, Lungs, Mushrooms and Lava
- 2022 - Laminated Denim
- 2022 - Changes
- 2023 - PetroDragonic Apocalypse; or, Dawn of Eternal Night: An Annihilation of Planet Earth and the Beginning of Merciless Damnation
- 2023 - The Silver Cord
- 2024 - Flight b741

### Album di remix ufficiali
- 2021 - Butterfly 3001

### EP
- 2011 - Anglesea
- 2011 - Willoughby's Beach
- 2022 - Satanic Slumber Party

### Live
- 2020 - Chunky Shrapnel
- 2020 - Live in San Francisco '16

### Live Bootleg
- 2020 - Live in Adelaide '19
- 2020 - Live in Paris '19
- 2020 - Live in Brussels '19
- 2020 - Live in Asheville '19
- 2020 - Live in Asheville '19
- 2020 - Live In S.F. '16
- 2021 - Live in London '19
- 2021 - Live in Melbourne '21
- 2022 - Live in Sydney '21
- 2022 - Live in Milwaukee '19
- 2022 - Live at Levitation '14
- 2022 - Live at Levitation '16
- 2022 - Live in Brisbane '21
- 2023 - Live at Bonnaroo '22
- 2023 - Live at Red Rocks '22

### Compilation di bootleg
- 2020 - Demos Vol. 1 + Vol. 2
- 2020 - Teenage Gizzard
- 2022 - Demos Vol. 3 + Vol. 4

### Singoli
- 2010 - Sleep - Summer
- 2010 - Hey There / Ants & Bats
- 2011 - Black Tooth
- 2012 - Bloody Ripper
- 2014 - Head On / Pill
- 2014 - Cellophane / The Wholly Ghost
- 2015 - Slow Jam 1
- 2015 - The River
- 2015 - Trapdoor
- 2016 - Bone
- 2016 - Gamma Knife
- 2016 - Mr. Beat
- 2017 - Rattlesnake
- 2017 - Sleep Drifter
- 2017 - Digital Black
- 2017 - Crumbling Castle
- 2017 - All is Known
- 2017 - Beginners Luck
- 2017 - Greenhouse Heat Death
- 2017 - The Last Oasis
- 2017 - Greenhouse Heat Death
- 2018 - Rolling Stoned
- 2018 -	Sketches of Brunswick East
- 2019 - Cyboogie/Acarine
- 2019 - Fishing for Fishies
- 2019 - Boogieman Sam
- 2019 - Planet B
- 2019 - The Bird Song
- 2019 - Self-Immolate
- 2019 - Organ Farmer
- 2020 - Honey
- 2020 - Some of Us
- 2020 - Straws in the Wind
- 2020 - Automation
- 2020 - If Not Now, Then When?
- 2021 - O.N.E.
- 2021 - Pleura
- 2021 - Shanghai (feat. Scientist) [The Scientist Dub]
- 2021 - Neu Buttefrfly 3000 (feat. Peaches) [Peaches Remix]
- 2022 - Black Hot Soup (DJ Shadow "My Own Reality" Re-Write)
- 2022 - The Dripping Tap
- 2022 - Ice V
- 2022 - Iron Lung
- 2022 - Hate Dancin'
- 2022 - No Body
- 2022 - Exploding Suns
- 2023 - Gila Monster
- 2025 - Phantom Island